# Karta zgonu
Treść tego artykułu od 2020-10 należy opracować w taki sposób, aby nie uwypuklała nadmiernie polskiej specyfiki / aby nie zawężała się tylko do polskich warunków
 Po wyeliminowaniu niedoskonałości należy usunąć szablon {{Dopracować}} z tego artykułu.
Karta zgonu – dokument wystawiany przez lekarza lub ratownika medycznego konieczny do uzyskania aktu zgonu i pochowania zwłok, który musi być wydany dla każdego zmarłego w tym dla dzieci martwo urodzonych, bez względu na wiek ciąży, na wniosek osób uprawnionych do ich pochowania.
W Polsce jego wydanie opisują: ustawa o cmentarzach i chowaniu zmarłych z 1959 r. oraz rozporządzenia Ministra Zdrowia (i Opieki Zdrowotnej) z 1961, 2001, 2006 i 2015 oraz 2021 r.
Do 2015 roku kartę zgonu wydawano w 2 egzemplarzach: jako egzemplarz A służący do celów statystycznych oraz egzemplarz B, służący do celów pochowania zwłok. Od 2015 roku wydawany jest tylko jeden egzemplarz.
Jedynym przypadkiem, kiedy lekarz lub ratownik medyczny może odstąpić od wystawienia karty zgonu, jest podejrzenie udziału osób trzecich w spowodowaniu zgonu, a obowiązkiem ratownika medycznego lub lekarza jest wówczas powiadomienie Policji i prokuratora. W takich sytuacjach lekarz lub ratownik medyczny wydaje zaświadczenie o stwierdzeniu zgonu, a kartę zgonu wydaje lekarz specjalista z zakresu medycyny sądowej bądź patomorfologii, który na zlecenie sądu lub prokuratora dokonał oględzin lub sekcji zwłok.
Do wystawienia karty zgonu nie jest konieczne podanie jego przyczyny. W przypadkach, kiedy po wyczerpaniu wszystkich stosownych środków nie można ustalić przyczyny zgonu oraz gdy nie ma podstaw do podejrzewania zabójstwa lub samobójstwa, w karcie zgonu w miejscach przeznaczonych na wpisanie przyczyn zgonu wpisuje się adnotacje „przyczyna zgonu nieustalona”.